# エバーグリーン航空17便墜落事故
エバーグリーン航空17便墜落事故（エバーグリーンこうくう17びんついらくじこ）は、1989年3月18日に発生した航空事故である。
フォートワース・カースウェル空軍基地からティンカー空軍基地へ向かっていたエバーグリーン航空17便（ダグラス DC-9-33F）が、離陸直後に貨物ドアが開き制御不能となった。機体は墜落し、乗員2人が死亡した。

## 事故機と乗員

### 事故機

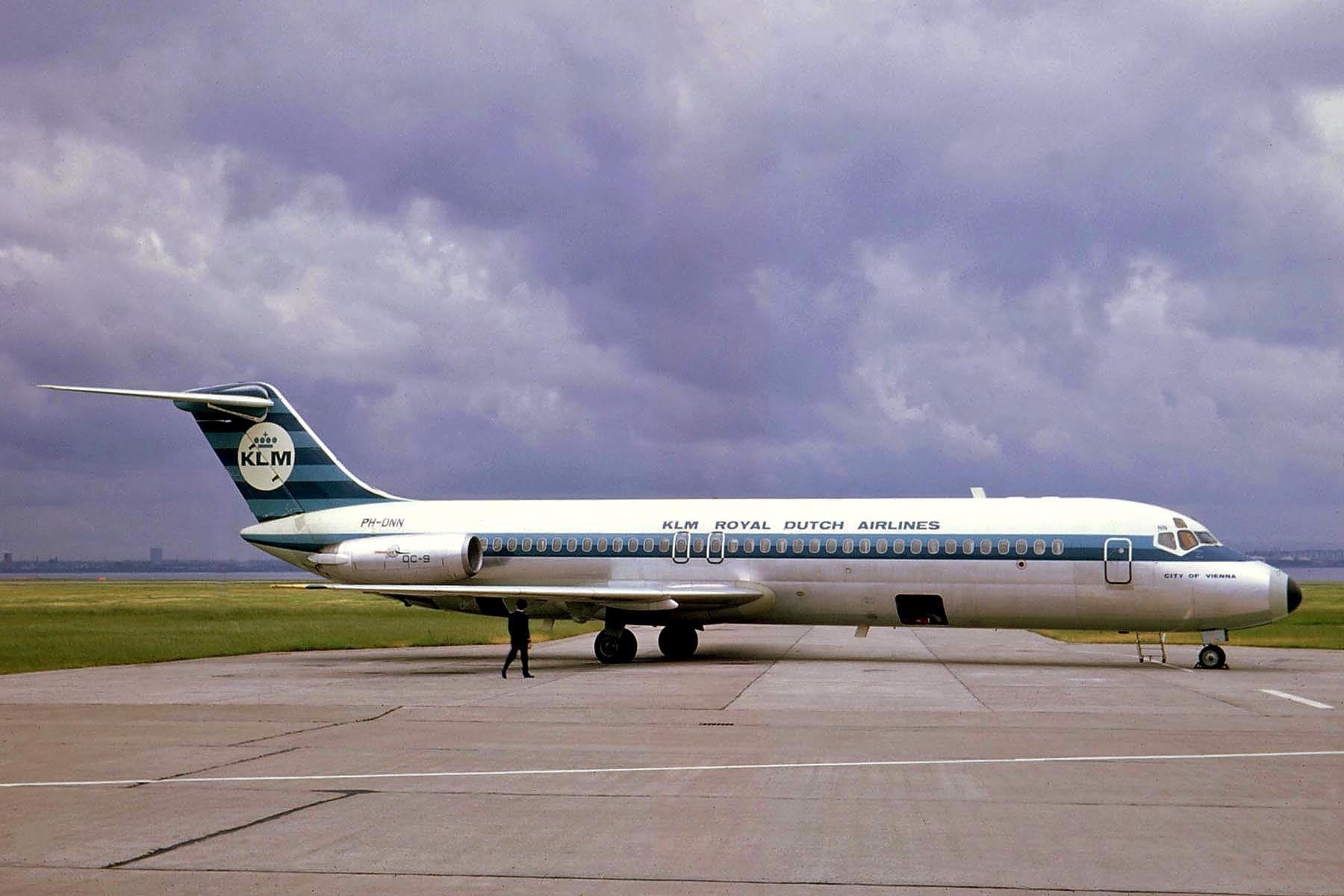
KLMに納入された直後に撮影された事故機

事故機のダグラス DC-9-33（N931F）は、1968年に製造され、KLMオランダ航空に納入された。その後、1976年にエバーグリーン航空が購入し、貨物機への改修工事を行った。

### 乗員
機長は41歳の男性だった。総飛行時間は7,238時間で、そのうち同型機では1,938時間の飛行経験があった。機長と飛行を行ったことがある複数のパイロットは、彼が離陸前に貨物ドアの警告灯のチェックを行う習慣があったと証言した:5-6。
副操縦士は39歳の男性だった。総飛行時間は10,863時間で、そのうち同型機では1,213時間だった:5-6。

## 事故の経緯

### 飛行の概要
この飛行でのコールサインはログエアー931（Logair 931）で、便名は4U17便（以下、17便）だった。17便は、アメリカ空軍の物資を輸送する定期貨物便で、12lbsの爆薬などを積載していた:1-4。
事故当日、事故機はオクラホマ州のティンカー空軍基地を離陸し、テキサス州のダイエス空軍基地、ケリー空軍基地を経由し、フォートワース・カースウェル空軍基地へ向かい、再びティンカー空軍基地へ引き返す飛行計画だった。フォートワース・カースウェル空軍基地に着陸後、空軍職員によって貨物の積込が行われた:1-4。

### 事故の経緯

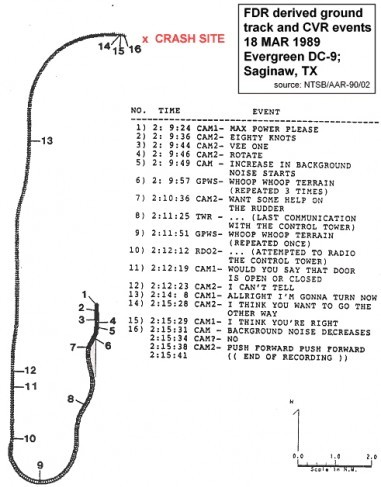
17便の飛行経路

コックピットボイスレコーダーの録音から、操縦は機長が行っていたことが明らかになった:1-4。
17便はカースウェル空軍基地の滑走路17に入り離陸滑走を開始した。2時09分44秒、離陸決定速度の112ノット (207 km/h)に到達し、2秒後に離陸速度の116ノット (215 km/h)へ達した。離陸時または離陸直後にメイン貨物ドアが開いたため、パイロットは緊急事態を宣言した。機体は2,500フィート (760 m)まで上昇し、パイロットは右旋回で空港へ引き返そうとした。機長がダウンウィンド・レグを行っていた際に、貨物ドアが空気抵抗により全開位置を越えて開いた。これにより、意図しないヨーイングとローリングが発生し、機体は急速に左へ傾いた。機長は機体の姿勢を回復できず、機体は高度を失っていった。17便は僅かに左に傾いた状態で墜落した。墜落地点は空港の北10マイル地点であった。

## 事故調査

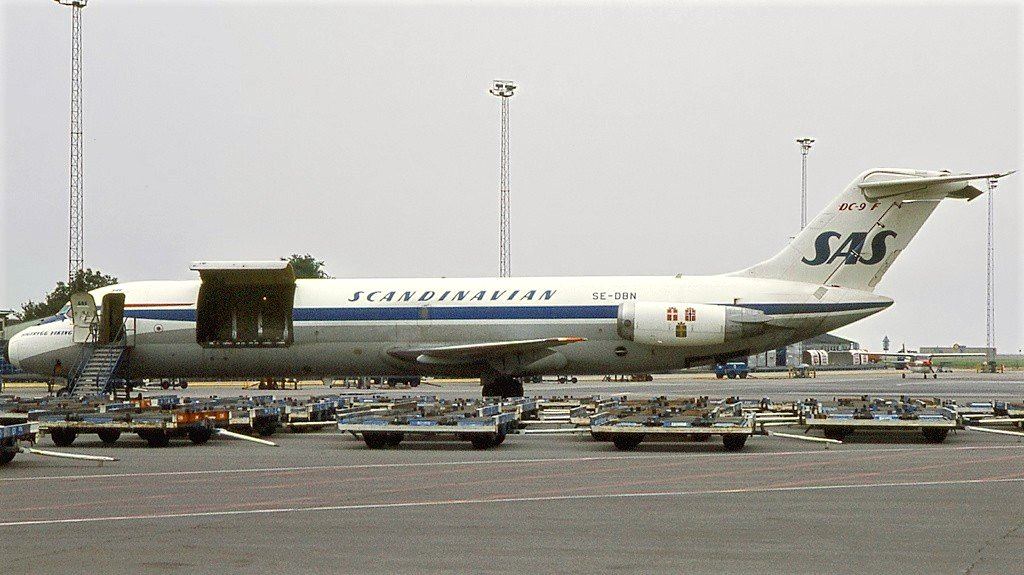
貨物ドアが開いた状態のDC-9-30F

国家運輸安全委員会（NTSB）が調査を行った。コックピットボイスレコーダー (CVR)によると、機長が離陸速度に達したことを副操縦士に告げた数秒後、突然雑音が録音され始めていた。このことから、機体の前方にあるメイン貨物ドアが誤作動により開いたと推定された。
調査により、副操縦士により行われた貨物ドアの閉鎖が不適切だったことが明らかになった。また、配線の不具合により貨物ドアの警告灯も誤作動を起こしており、警報装置が無効化されていた:3-4。
報告書では、事故要因としてエバーグリーン航空の不適切な手順や、マクドネル・ダグラスが飛行中に貨物ドアが開いた際の対処方法を提供していなかったことが挙げられた。それに加えて、原因として連邦航空局が貨物ドアの警報装置の仕様変更を義務付けなかったことが指摘された:3-4。